# Claude-León Mascaux
Claude-León Mascaux fue un escultor francés, nacido el 13 de junio de 1882   y fallecido el año 1965. Su obra se enmarca en el estilo Art-Decó.

## Vida y obras
A la competición de escultura de los Juegos Olímpicos de París del año 1924, presentó siete medallas de deporte. Compartió con Jean René Gauguin una medalla de bronce en escultura. Ambos fueron superados por el griego Konstantinos Dimitriadis (oro) y el luxemburgués Frantz Heldenstein (plata).